# Бедем
Бедеми су коришћени да би повезали куле и капије у затворену целину која је штитила зграде и људе у својој унутрашњости од спољашњих нападача. Били су практично непробојни због чега су се нападачи најчешће окретали покушајима да освоје капије.

## Делови бедема
Бедеме су чинили зидови на чијим су се равним врховима налазили грудобрани окренути ка споља иза којих се налазила стаза за посаду.

### Грудобран
Грудобрани су пружали заштиту браниоцима од стрела и омогућавали су им лакши напад на противника.
- Грудобрани су били широки 45 cm, а чинили су их наизменично поређани нижи (дужине 45 cm, висине 55 cm) и виши (дужине 155 cm, висине 165cm) делови. Виши делови су често у себи имали мале прорезе (тзв. пушкарнице) које су служиле за извиђање и испаљивање разних пројектила (стрела, касније метака) на противнике.
- Стазе иза грудобрана биле су широке 150 cm, а често и шире. Ка унутрашњости обично није било никакве ограде, али није био редак ниски зид или чак дрвена ограда.

### Зид
- Зидови су били високи три и више спратова, док им је ширина била преко 2 m. Њихова висина зависила је од висине спрата у кулама које су повезивали и њихов врх се поклапао са подом четвртог спрата куле. Обично је висина спрата у кулама била 190 cm.

## Освајање бедема

### Тунели
Често су нападачи копали тунеле до темеља бедема да би их урушили и отворили пролаз у унутрашњост.

### Бомбардовање
Током опсада коришћене су разне справе (катапулти, требушети, касније топови) које су испаљивале пројектиле (камене блокове, касније ђулад) са циљем да поруше бедеме и тиме отворе пролаз.

### Лестве
Приликом јуриша на бедеме коришћене су и лестве које су прислањане уз њих да би се војска попела на бедеме и продрла у утврду.

## Историја

### Месопотамија
Од веома ране историје до модерног доба, зидови су били скоро неопходна за сваки град. Урук у древном Сумеру (Месопотамија) је један од најстаријих познатих градова ограђених зидинама. Пре тога, протоград Јерихон на Западној обали имао је зид који га је окруживао још у 8. миленијуму пре нове ере. Најранији познати градски зид у Европи је Солницата, изграђен у 6. или 5. миленијуму пре нове ере.
Асирци су користили велику радну снагу да граде нове палате, храмове и одбрамбене зидове.

### Јужна Азија
Нека насеља у цивилизацији долине Инда су такође била утврђена. Отприлике 3500. године пре нове ере стотине малих пољопривредних села било је прошарано поплавном равницом Инда. Многа од ових насеља имала су утврђења и планиране улице. Куће од камена и цигле од блата у Кот Диџи биле су груписане иза масивних камених насипа и одбрамбених зидова, јер су се суседне заједнице непрестано свађале око контроле врхунског пољопривредног земљишта. Мундигак (око 2500. п. н. е.) у данашњем југоисточном Авганистану има одбрамбене зидове и четвртасте бастионе од опеке осушене на сунцу.

### Југоисточна Азија
Концепт града потпуно ограђеног зидинама није у потпуности развијен у југоисточној Азији све до доласка Европљана. Међутим, Бурма је изузетак, јер су имали дужу традицију утврђених градова са зидинама; градови у Бурми су до 1566. године имали градске зидине. Осим тога, Рангун је 1755. године имао ограде направљене од тиковиних трупаца на приземном бедему. Град је био утврђен са шест градских капија од којих је свака била окружена масивним кулама од цигле.
У другим областима југоисточне Азије, градске зидине су се шириле у 16. и 17. веку заједно са брзим растом градова у овом периоду као потреба за одбраном од европског поморског напада. Ајутаја је изградила своје зидове 1550. године, а Бантен, Џепара, Тубан и Сурабаја су имали своје до 1600. године; док је Макасар имао своје до 1634. Морски зид је био главна одбрана за Гелгел. За градове који нису имали градске зидине, најмање што би имао била је цитадела са насипом. У овом дрвеном ограђеном подручју налазила се краљевска цитадела или аристократски комплекси као што су Суракарта и Банда-Аћех.

### Кина
Велики зидови од набијене земље грађени су у старој Кини још од династије Шанг (око 1600–1050. п. н. е.), пошто је престоница у древном Аоу имала огромне зидове изграђене на овај начин (погледајте опсаду за више информација). Иако су камени зидови грађени у Кини током периода зараћених држава (481–221. п. н. е.), масовни прелаз на камену архитектуру није постао озбиљан све до династије Танг (618–907). Делови Великог зида изграђени су пре династије Ћин (221–207. п. н. е.) и накнадно су повезани и утврђени током династије Ћин, иако је његов данашњи облик углавном био инжењерски подвиг и преуређење династије Минг (1368–1644). Велики зидови Пингјаа служе као један од примера. Исто тако, зидове Забрањеног града у Пекингу је почетком 15. века успоставио цар Јунгле. Према Тониу Андрадеу, огромна дебљина кинеских градских зидина спречила је развој већих топова, пошто је чак и артиљерија индустријског доба имала проблема да пробије кинеске зидове.

### Барутана ера

#### Кинеске градске зидине
Док су барут и топови измишљени у Кини, Кина никада није развила артиљерију за разбијање зидова у истој мери као други делови света. Део разлога је вероватно зато што су кинески зидови већ били веома отпорни на артиљерију и обесхрабривали су повећање величине топова. Средином двадесетог века европски стручњак за утврђења је коментарисао њихову неизмерност: „у Кини ... главни градови су до данашњих дана окружени зидовима који су толико чврсти, узвишени и страшни да су средњовековна утврђења Европе мала у поређењу са њима.” Кинески зидови су били дебели. Источни зид древног Линција, постављен 859. п. н. е., имао је максималну дебљину од 43 метра и просечну дебљину од 20-30 метара. Зидови престонице префектуре и провинције Минг били су дебели од 10—20 m (33—66 ft) у дну и 5—10 m (16—33 ft) на врху.
У Европи је врхунац прављења зидова била достигнут под Римским царством, чији су зидови често достизали 10 m (33 ft) у висину, исто као и многи кинески градски зидови, али су били дебели само 1,5 до 2,5 m (4,9 до 8,2 стопе). Римски Сервијски зидови достизали су 3,6 и 4 m (11,8 и 13 стопа) у дебљину и 6 до 10 m (20 до 33 стопа) у висину. Друга утврђења су достигла ове спецификације широм царства, али су сва она бледила у поређењу са тадашњим кинеским зидовима, који су у екстремним случајевима могли достићи дебљину од 20 m (66 ft) у подножју. Чак ни зидине Константинопоља које су описане као „најпознатији и најкомпликованији систем одбране у цивилизованом свету“, нису могле да се упореде са великим кинеским градским зидом. Да су спољашњи и унутрашњи зидови Константинопоља били комбиновани они би достигли само отприлике нешто више од трећине ширине главног зида у Кини. Према Филону, ширина зида је морала да буде 4,5 m (15 ft) да би могао да издржи древне (небарутне) опсадне машине. Европски зидови из 1200-их и 1300-их могли су достићи римске еквиваленте, али су их ретко превазилазили по дужини, ширини и висини, остајући дебели око 2 m (6 ft 7 in). Умесно је приметити да када се говори о веома дебелом зиду у средњовековној Европи, обично се мисли на зид од 2,5 m (8 ft 2 in) у ширину, који би се сматрао танким у кинеском контексту. Постоје неки изузеци као што је утврда Оценхаузен, келтска утврда дебљине 40 m (130 ft) у неким деловима, али су келтске праксе изградње утврђења изумрле у раном средњем веку. Андраде наставља напомињући да су зидови пијаце у Чангану били дебљи од зидова великих европских престоница.

## Познати бедеми
- Кинески зид
- Двоструки бедеми Теодосија II
- Хадријанов зид
- Мажино линија
- Берлински зид

У средњем веку није постојао никакав грађевински стандард због чега је немогуће причати о стандардним димензијама, али су овде изнети неки најчешћи подаци. Никаква реткост нису димензије које скроз одударају од оних које су овде изнете.